# Johan Gustaf Anton Grönstedt
Johan Gustaf Anton Grönstedt, född 9 december 1845 i Sankt Nikolai församling i Stockholm, död 3 december 1929 i Jakobs församling, var en svensk journalist och författare. Pseudonymer: Gustaf Bader, Hausse-Baisse, Olympias, Sarastro, Åke Adelfelt. Signatur: D.D.G.

## Biografi
Föräldrar var vinhandlaren Johan Daniel Grönstedt och Appolonia Lovisa Bader. Han vistades under sin ungdom flera år i Paris, där han fick en stor bekantskapskrets och utbildade sig till gastronom och vinkännare. Han var 1875–1877 redaktör för tidskriften Nu. Under sin levnad utgav Grönstedt en mängd skönlitterära och kulturhistoriska arbeten, bland annat ett flertal Stockholmscentrerade nöjestidskrifter. Grönstedt var intresserad av teater och skrev flera pjäser, av vilka några blev uppförda på De kungliga teatrarna. Bland hans arbeten märks främst Mina minnen (2 band, 1918). Grönstedt är begravd på Norra begravningsplatsen utanför Stockholm.

## Utmärkelser
- 1876 – Litteris et Artibus.

### Skönlitteratur
- Napp! : skizz. Örebro: Allehanda. 1879. Libris 7l2kknc859crx5v9. https://litteraturbanken.se/f%C3%B6rfattare/Gr%C3%B6nstedtJ/titlar/NappSkizz/sida/7/faksimil?om-boken
- Också en förlofning : komedi i 1 akt. Svenska teatern, 99-1250025-3 ; 213. Stockholm: Bonnier. 1879. Libris 1600992
- Frierierna på Nordanfors : teckning. Örebro: Allehanda. 1880. Libris 20915999. http://hdl.handle.net/2077/53310
- Vännerna : skizz. Örebro: Allehanda. 1880. Libris 20916001. http://hdl.handle.net/2077/53309
- Noveller och skizzer. Stockholm: Bonnier. 1881. Libris 19920200. https://litteraturbanken.se/f%C3%B6rfattare/Gr%C3%B6nstedtJ/titlar/NovellerOchSkizzer/sida/6/faksimil?om-boken
- Herr statsrådet och chefen för kongl. väder- och vind-departementet : en tidsbild från 1890-talet. Stockholm: Marcus. 1885. Libris 1597285
- Kärlek : svenskt original ... Stockholms-Tidningens följetongsbibliotek ; 2. [Stockholm]. 1890. Libris 3224527
- En dubbel tillvaro : expeditionschefens historia. Stockholm. 1891. Libris 3225942
- Josephine Lööf : Stockholmsbilder vid seklets slut. Stockholm: Albert Bonnier. 1891. Libris 7hhwzc7b52tq990s. https://litteraturbanken.se/f%C3%B6rfattare/Gr%C3%B6nstedtJ/titlar/JosephineL%C3%B6%C3%B6f/sida/6/faksimil/?om-boken
- Mary Liljeblad : svenskt original. Stockholm: Bonnier. 1891. Libris 1624732
- Tokiga svensken : en detektivs äfventyr i guldlandet : original för Stockholms-tidningen : (efter en utländsk idé). Stockholm. 1897. Libris 8412261
- Kärlek och pengar : nutidsberättelse ur Stockholmslifvet / af Gustaf Bader. Stockholm. 1898. Libris 20830928
- Vår måg!. Stockholm. 1898. Libris 9838239
- Häxan på Vikingsborg : svenskt original. Malmö. 1901. Libris 2676650
- Kärlek och börd : svenskt original. Stockholm. 1903. Libris 2676651
- Pängar : affärskomedi i fem akter af författaren till "Herr statsrådet och chefen för Kungl. Väder- och vind-departementet". Torshälla. 1907. Libris 2676655 - Utgiven anonymt.
- Barson & Comp. : skildringar från Stockholms fondmäklarevärld / af Hausse-Baisse. Stockholm: Silén. 1908. Libris 1614041
- Första herrinvalet i Frihetssystrarnas förening. Stockholm: Gullberg. 1909. Libris 1613766
- Onyktra : komedi i 4 akter. Stockholm: Gullberg. 1910. Libris 1613767
- Statsrådet Stolpes första mottagningsdag : komedi i en akt. Stockholm: Gullberg. 1910. Libris 1613768
- En dubbel tillvaro : expeditionschefens historia. Stockholm: Geber. 1912. Libris 8222660
- Den försvunna arvtagerskan eller Präjarne / av Olympias. Stockholm: C.L. Gullberg. 1916. Libris 1656876
- Fundinska mågen. Teaternoveller. Stockholm: Gullberg. 1917. Libris 280694
- Giftmysteriet. Stockholm: Gullberg. 1918. Libris 2676649
- Kärlek och skeppshandel eller Firma Bergsten & C:ies tonnageaffärer / af Åke Adelfeldt. Stockholm: Gullberg. 1918. Libris 1648771
- Makten : nutidsskildring. Stockholm. 1922. Libris 1474164

### Varia
- Teaterlifvet i Paris: Skizz. Stockholm: Beckman. 1879. Libris 1597287
- Nutidens industri. Stockholm. 1886. Libris 2676654
- Grönstedts handbok öfver Stockholm för resande. Stockholm: Förf. 1886. Libris 1622910
- Sarastros grafologiska handbok. Häfte 1–5. Strängnäs: J. Grönstedt. 1900-1900. Libris 9122268
- Trehundra goda frukosträtter tillagade af matrester från föregående middag : ordnade på 100 matsedlar. Fröléens handböcker, 99-2824008-6 ; 10. Stockholm: Fröléen. 1909. Libris 1613963 – Utgiven anonymt.
- Teater- och Stockholmsbilder : minnen och anteckningar. Stockholm: Gullberg. 1910. Libris 8203195
- Svenska hoffester, 1–2, [3]–5. Stockholm. 1911–1917. Libris 8203713
- Konung Gustaf II Adolphs död och likbegängelse. Stockholm: Brobergs bok- & accidentstryckeri. 1912. Libris 2104792
- Hur man roade sig i Stockholm för femtio år sedan (1863). Stockholm: Gullbergs förl. 1913. Libris 1634017
- Det kommunala och politiska lifvet i Stockholm för femtio år sedan : 1863. Stockholm: Gullbergs förl. 1913. Libris 1634016
- Stockholm för femtio år sedan : 1863. Stockholm. 1913. Libris 2676657
- 300 goda middagsrätter ordnade på 60 matsedlar / af en gourmet. Fröléns handböcker ; 21. Uppsala. 1913. Libris 2676660
- Frukost-, middags- och supérätter för finsmakare. Stockholm: Wahlström. 1914. Libris 2137002
- De belgiska stridsplatserna förr och nu : kortfattad geografisk historisk handbok. Stockholm: Gullberg. 1915. Libris 1634015
- Bordets nöjen i Wasakonungarnes tid. Stockholm: Bokindustri-a.-b:s. 1915. Libris 1634014
- Försäkringsbolagen.. Stockholm: Författaren. 1915. Libris 2137003
- Bankerna. 1-20. Stockholm: J. Grönstedt. 1915-1916. Libris 1344537
- Svenska trafikbolagen. Stockholm: Förf. 1915. Libris 2137004
- Bergslagernas järnvägsaktiebolag 1872-1914 : utdrag av styrelse- och revisionsberättelserna. Stockholm: i 200 numr. ex. Förf. 1916. Libris 1652554
- Industribolagen : [Östergötlands sockerfabr.-a.-b]. Stockholm. 1916. Libris 2996413
- Konsten att tillaga god mat passande för sommaren samt att med läckra såser göra matrester användbara och välsmakande. Stockholm: Förf. 1916. Libris 1652556
- Stockholms källare, schweizerier & utvärdshus under de senaste femtio åren 1866-1916 : anteckningar ur tryckta och otryckta källor samlade och utgifna af. Stockholm: Odentryckeriet. 1916. Libris 1652567
- Äro Stora Kopparbergs bergslags aktiebolags aktier värda öfver eller under femtontusen (15,000) kronor stycket?. Stockholm: Förf. 1916. Libris 1652564
- Hälsovården i Wasakonungarnes tid. Stockholm: Förf. 1917. Libris 1652555
- Nuvarande svenska bankernas historia : deras tillkomst samt första och senaste (1916) verksamhetsårens resultat. 1-2. Stockholm. 1917. Libris 1953998
- Stockholm och stockholmarne för tjugofem år sedan (1892). Stockholm. 1917. Libris 8224841
- Äro Uddeholms aktiebolags aktier värda öfver eller under 2,500 kr. stycket?. Stockholm: Förf. 1917. Libris 1652565
- Äro Wermlands enskilda banks lotter värda öfver eller under 600 kr. stycket?. Stockholm. 1917. Libris 2676658
- Mina minnen. 1-2. Stockholm: Stockholms bok-industri-a.-b. 1918. Libris 1652557
- Människans karaktär röjd av handstilen : lättfattlig handbok till själfstudium / af Sarastro. Stockholm: Förf. 1918. Libris 1652560
- Sedt och hördt i Stockholm. 1-2. Stockholm: Förf. 1919-1920. Libris 1652561
- Stockholmslifvet för 50 år sedan (1870) : minnen och anteckningar. 1-2. Stockholm: B. Wahlström. 1920. Libris 1652563
- Svenskarna : då Sverige blev stormakt... och nu. Stockholm. 1921. Libris 2996414
- Bankernas urartning. 1-5. Stockholm: Förf. 1922. Libris 1474158
- Bankernas nuvarande soliditet. Trosa. 1925. Libris 2676646
- 100 läckra såser av de förnämsta franska köksmästare, samlade och provade att lätt tillagas, för att med ätbara matrester från en föregående måltid göra välsmakande smårätter. Stockholm. 1927. Libris 2676659

### Redaktör
- Nu: månadsskrift / utgifven af Johan Grönstedt. Stockholm: Hæggström. 1874–1877. Libris 13427679